# ヴィスビュー級コルベット
ヴィスビュー級コルベット（典: Visbyklass-korvett）は、スウェーデン海軍のコルベットの艦級。ステルス艦として特徴的な設計で知られている。また1,000トンに満たない小型の艦型ではあるが、艦対艦ミサイルや無人潜水機を搭載して、多任務に対応できるように装備されている。

## 来歴
スウェーデン海軍では、1991年に実験艇「スミーゲル」 (HSwMS Smyge) を進水させ、ステルス艦の実験に供していた。表面効果船型 (SES) を採用し、電波吸収体（RAM）を塗布するなどレーダー反射断面積（RCS）の低減を図っていた。RBS-15艦対艦ミサイルや可変深度ソナー、機雷探知機の搭載試験などが行われていた。
当初計画では、同艇の成果を踏まえて、YS-2000型ミサイル艇とYSB型掃海艇が建造されることになっていた。このうち、前者にあたるのが本級である。旧式ミサイル艇の更新のために20隻の建造が予定されており、1995年10月17日に2隻が、1996年12月17日に2隻が、そして1999年9月に更に2隻が発注されたものの、コスト面の問題から、後に建造数は5隻に削減された。

## 設計

### 船体
上記の経緯により本級はステルス艦として建造されており、RCSだけでなく、赤外線・磁性・音響・視覚・航跡波など、あらゆる領域でステルス化が図られている。当初は55メートル型の双胴船として計画されていたが、船型の増大に伴って、結局、従来どおりの単胴船型とされた。
船質としては炭素繊維強化プラスチック（CFRP）が採用されており、構造方式はサンドイッチ構造、成形法には真空樹脂含浸製造法（VaRTM）を適用、また船体を3分割したブロック成形も導入され、非常に先進的な手法として世界的に注目された。サンドイッチ構造のCFRPを採用したことで、フレームがなくなり、小さい艦型の限られたスペースを最大限に活用できるようになった。しかしこのために艦内の通路は狭く、上下左右に屈曲した配置となっており、居住区も狭くなっている。
もともとFRP製の船舶はレーダーに映りにくいのに加えて、本級では特にRCSを低減するように設計されたうえ、上部構造物にはRAMが塗布されている。これらの配慮によって被探知距離は大幅に短縮されており、同大の艦では50 kmで探知される状況下で、計画値としては荒れた海象状況であれば13 km、穏やかな海象状況でも22 kmでの探知困難を目指していたのに対して、実際の性能はこれを上回り、荒れた海象状況で8 km、穏やかな海象状況でも11 kmまで探知できない。フランス方面に航海に出た際に「レーダには映っていないのに自動船舶識別装置（AIS）には表示されている」という珍事が発生し、当局が周辺を航行している船舶に注意喚起する事態となったことから、平時は上構後部に4本の円筒形レーダー反射器（リフレクター）を装着して航行している。現代の艦船では珍しく灰単色の低視認塗装ではなくフェリス迷彩風のパターンを施している。

### 機関
機関にはCODOG方式を採用しており、低速機としてMTU 16V2000 N90ディーゼルエンジン（出力1,740馬力）2基、高速機としてハネウェル-ヴェリコーTF50Aガスタービンエンジン（出力5,365馬力）4基を搭載する。推進器としてカメワ125 SIIウォータージェット2軸を駆動するほか、バウスラスターも備えている。なお推進軸も炭素繊維製となっている。また、減揺装置としてフィンスタビライザーが設置された。
電源としては、イソッタ・フラスキーニ V1308 T2ME-1550ディーゼルエンジンを原動機とする発電機（出力270キロワット）を3セット搭載する。
赤外線の輻射を抑制するため、排気は海水によって冷却されたうえで、艦尾の凹んだ部分から海面に向けて放出する形態となっている。

## 装備

### C4ISR
戦術情報処理装置としてはセルシウステック9LV Mk.3E CETRISを搭載した。16基のコンソールが配されている。デンマーク製のIN-FOCOM ICS2000統合通信システムを搭載し、戦術データ・リンクに対応する。
レーダーとしては、3次元式のシージラフAMB（Cバンド）と対水上捜索用のスキャンター2001（Sバンド）を搭載する。またソナーとしては、ジェネラル・ダイナミクス・カナダ社のハイドラ統合ソナーを備えているが、これは高周波のバウソナー（86キロヘルツ）と低周波のVDS-TASS（26キロヘルツ）から構成されている。また音響信号処理の支援のため、コンピューティング・サービス・カナダ社のNECTA（Naval Environmental Command Tactical Aid）水測予察システムが搭載された。これらの水測装備は、対潜戦と対機雷戦の両方に用いられる。

### 武器システム
艦対艦ミサイルとしては、RBS-15 Mk.2が搭載されたが、まもなくMk.3に更新された。個艦防空ミサイルの将来装備の余地が確保されているが、実現していない。艦砲としては、70口径57mm単装速射砲（ボフォースMk.3）を搭載した。これは従来同国海軍で用いられてきた砲と同口径・同砲身長だが、新型の知能化砲弾である3P弾に対応するとともに、レーダー反射断面積を低減した新型砲塔を採用しており、砲身は、非使用時にはステルス設計の砲塔内に格納される。
艦対空ミサイルは就役時点では装備しなかったが、2025年5月にシーセプターの搭載改修がSAAB社に発注されており、2026年から順次改修予定である。
対潜兵器としては小型の400 mm魚雷発射管を搭載する。搭載魚雷は、2023年以降はTp 47である。なお、当初はエルマ対潜迫撃砲を発展させた127 mm口径のALECTOを搭載する計画もあったが、予算削減に伴い、2007年に開発中止された。
また本級の新機軸として、対機雷戦にも対応できる。その場合、無人潜水機（ROV）としてダブルイーグルMk.III ROV-S、そして自走式機雷処分用弾薬（EMD）としてシーフォックスを搭載する。これは、同国海軍のランドソルト級機雷掃討艇に搭載されたのと同じ装備である。
なお、後部甲板にはヘリコプター甲板が設置され、船体内には小型のヘリコプター（アグスタ A109など）を収容できる格納庫を設置する余裕も確保されているが、最終的な設計では格納庫は削除されており、現在のところは艦載ヘリコプターは搭載していない。

## 同型艦
| #   | 艦名                          | 起工      | 進水       | 就役       | 配備     |
| --- | ----------------------------- | --------- | ---------- | ---------- | -------- |
| K31 | ヴィスビュー HMS Visby        | 1995年2月 | 2000年6月  | 2012年12月 | 第3戦隊  |
| K32 | ヘルシンボリ HMS Helsingborg  | 1995年    | 2003年6月  | 2009年12月 | 第3戦隊  |
| K33 | ヘーノーサンド HMS Härnösand  | 1996年    | 2004年12月 | 2009年12月 | 第3戦隊  |
| K34 | ニーショーピング HMS Nyköping | 1996年    | 2005年8月  | 2012年12月 | 第3戦隊  |
| K35 | カールスタッド HMS Karlstad   | 1999年    | 2006年8月  | 2015年12月 | 第3戦隊  |
| K36 | ウッデバラ HMS Uddevalla      | 計画中止  | 計画中止   | 計画中止   | 計画中止 |

## ギャラリー

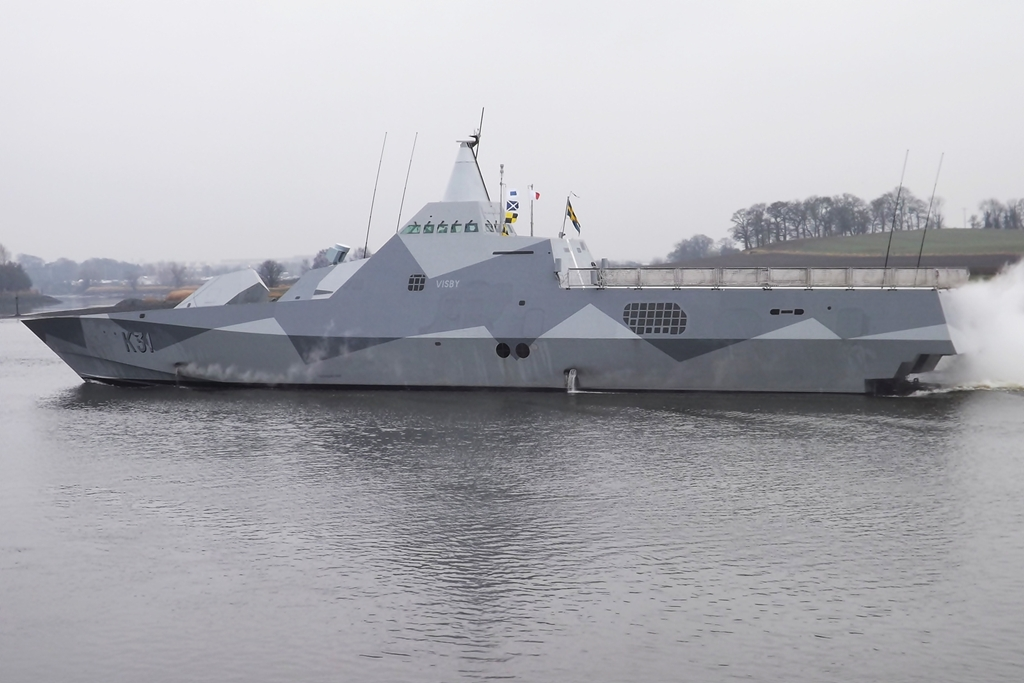
1番艦ヴィスビュー。
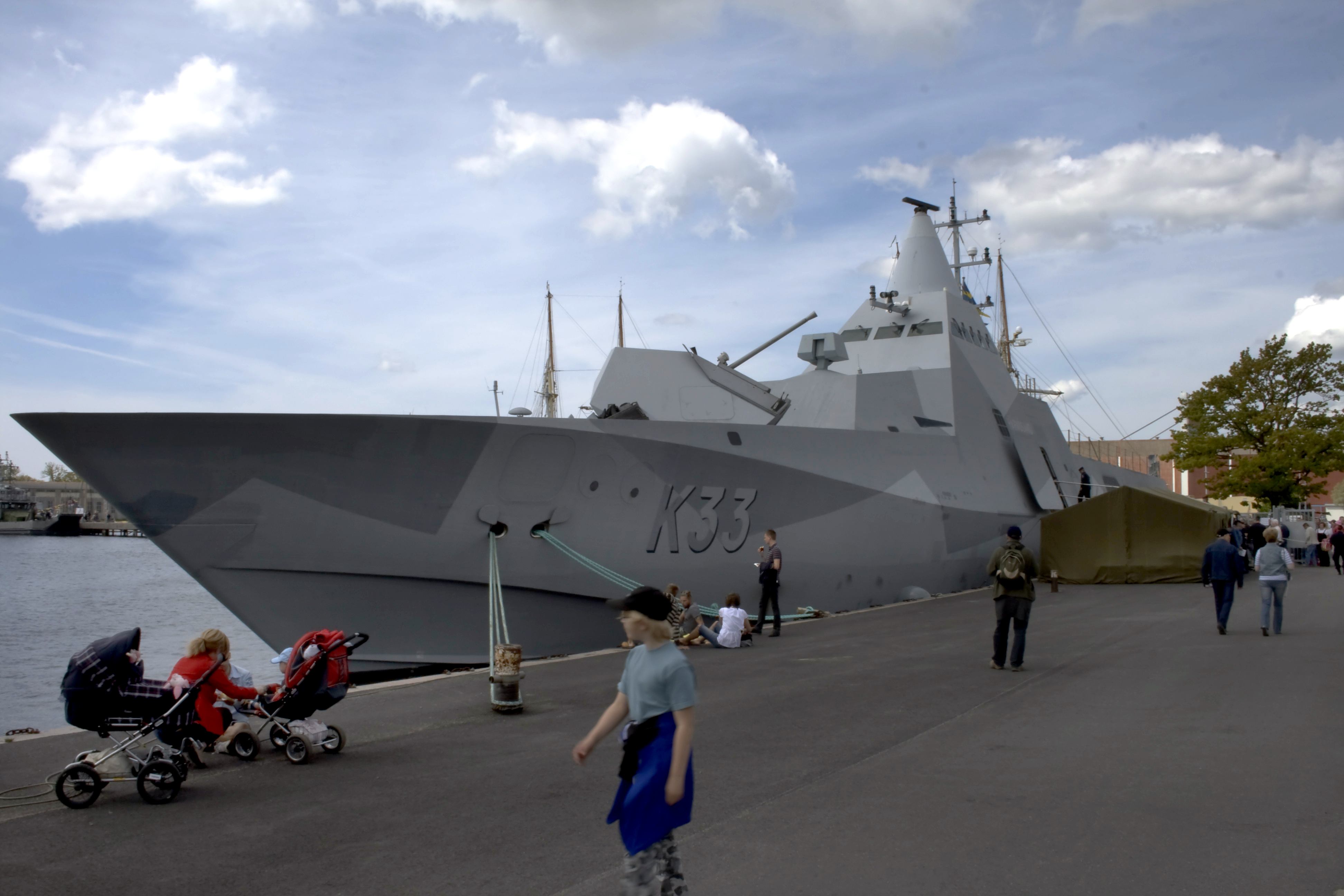
カールスクルーナ海軍基地に停泊する3番艦ヘーノーサンド。
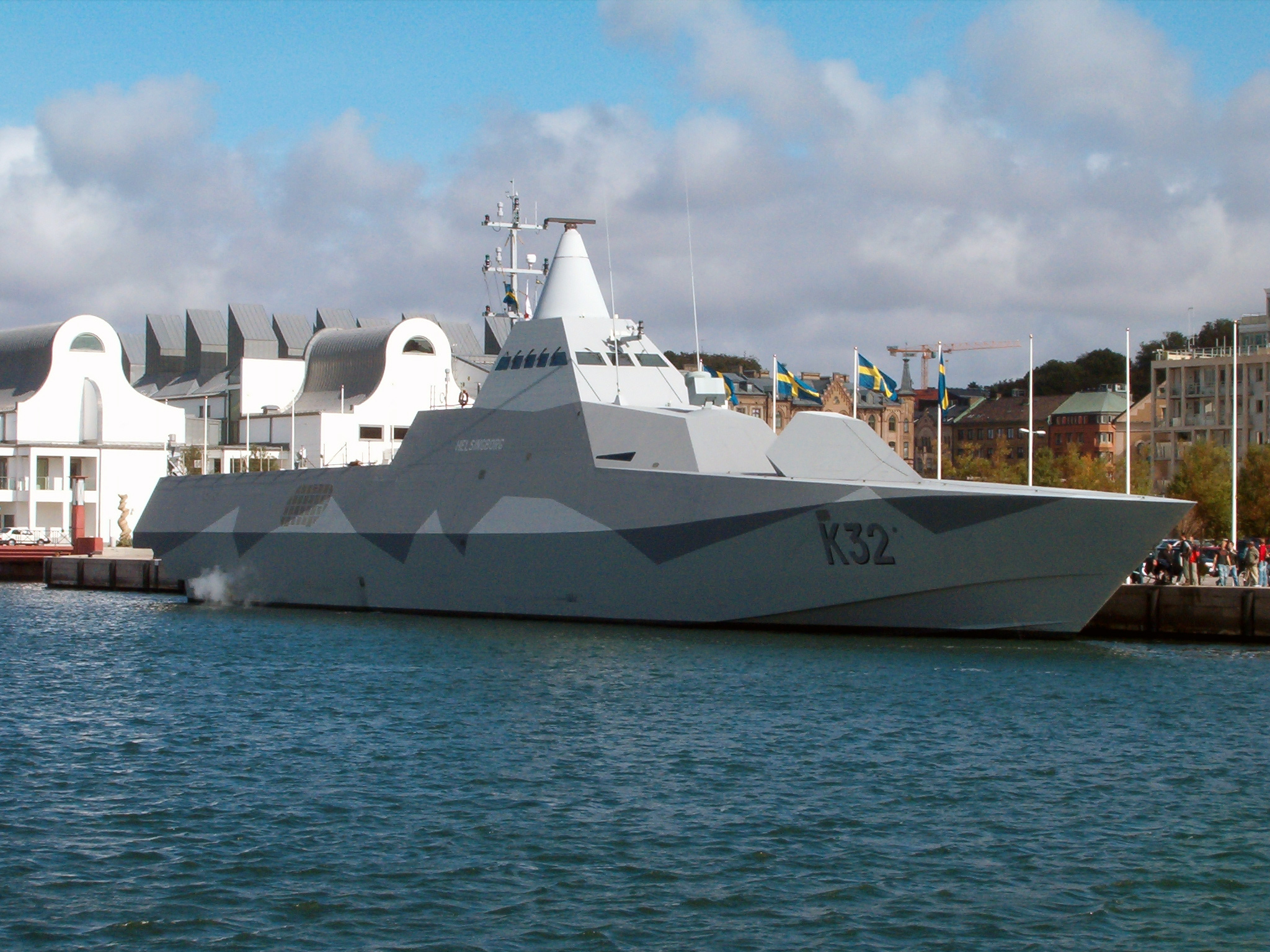
艦と同名の都市に停泊する2番艦ヘルシンボリ。
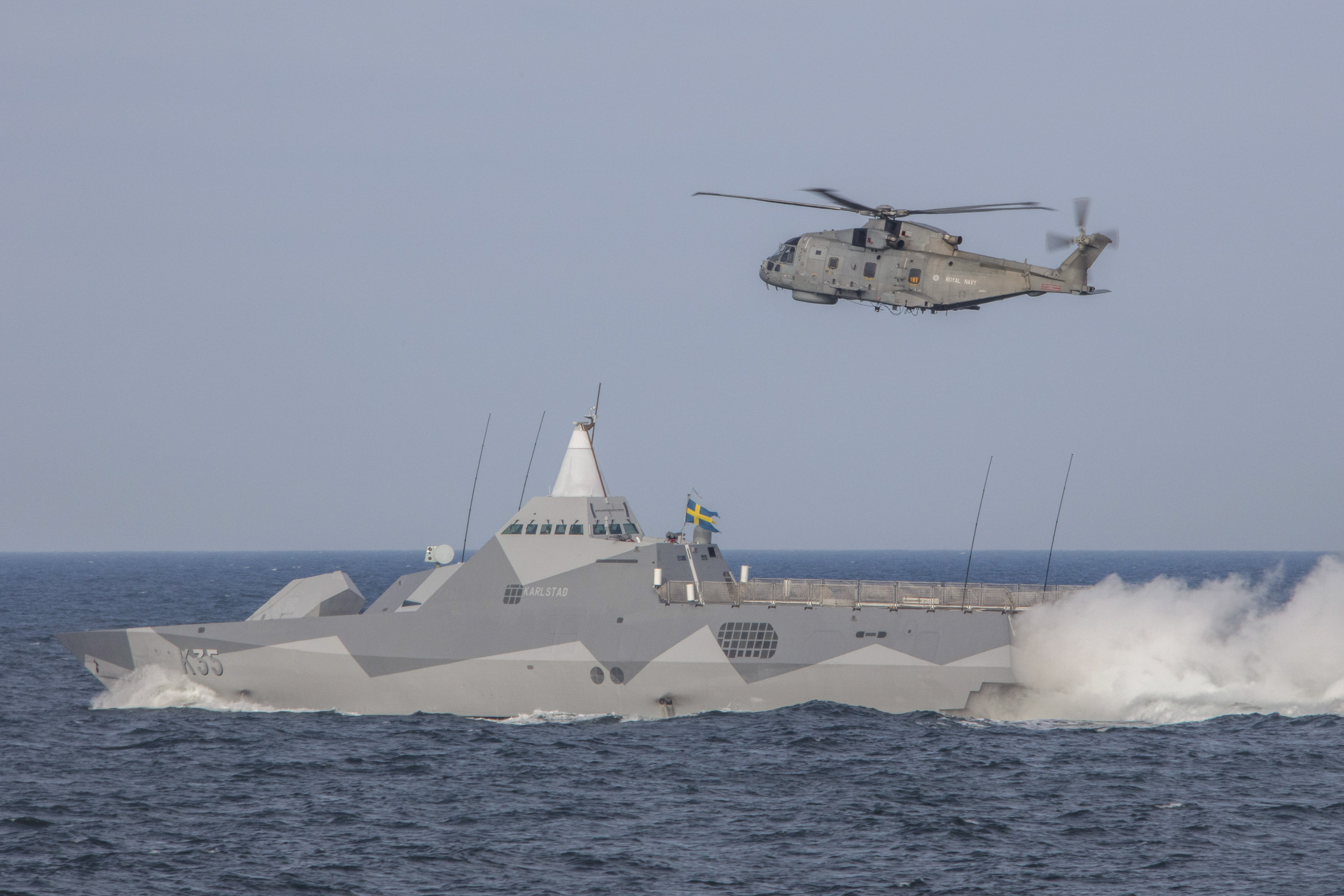
5番艦カールスタッド。ヘリはイギリスのマーリン。BALTOPS20にて。